# Ninot de peluix
|  | No s'ha de confondre amb peluix. |

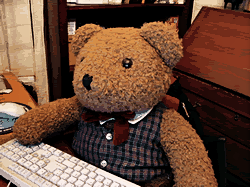
Oset de peluix

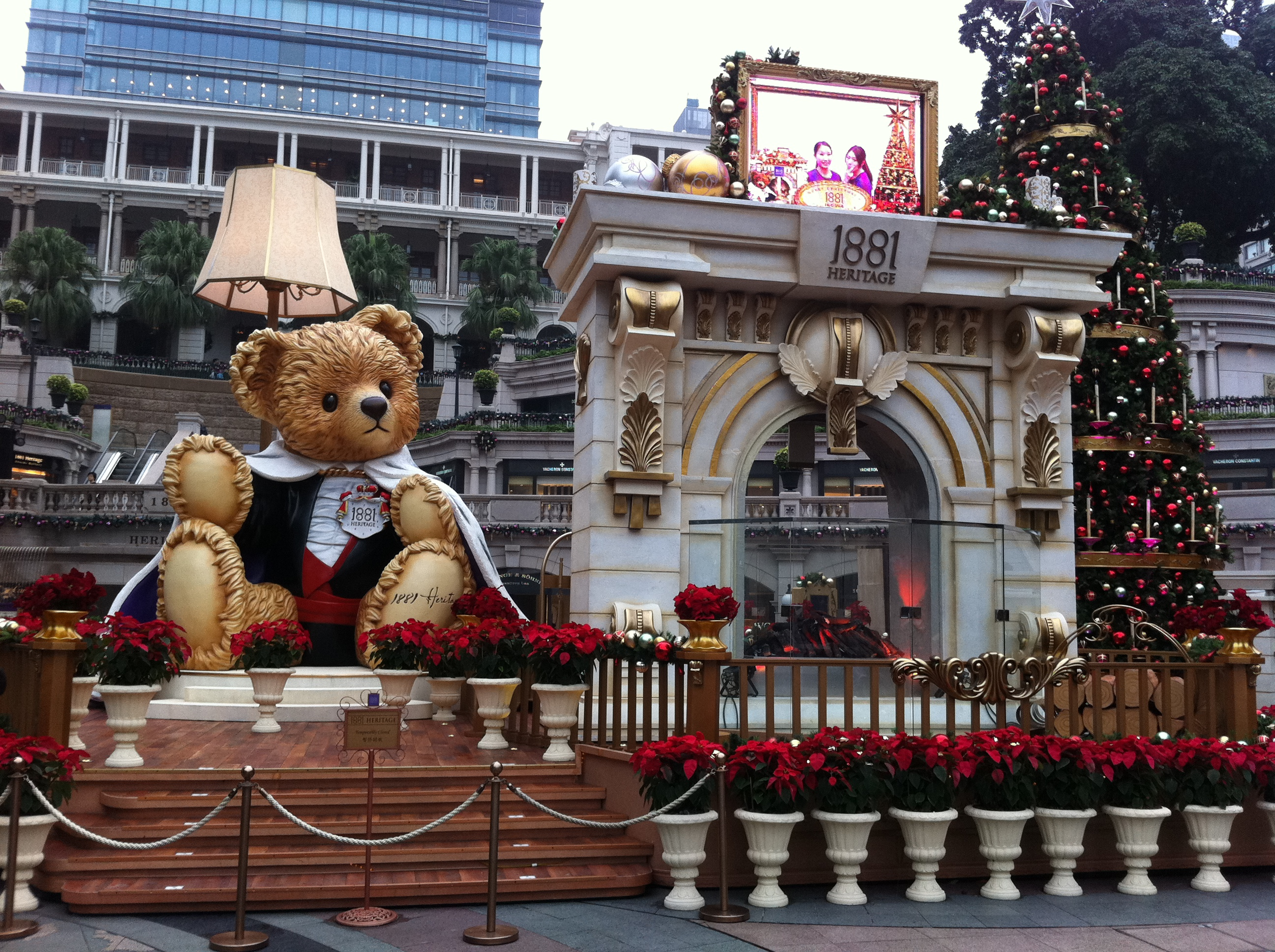
ós de peluix gegant de nadal

Un ninot de peluix és una representació d'algun objecte o animal, mitjançant teles, cotó, fals pelatge i materials de farcit com escuma de polièster.